# Little Sister (Elvis Presley)
Little Sister is een rock 'n roll nummer geschreven door Doc Pomus en Mort Shuman.  Het nummer werd voor het eerst op single uitgebracht in 1961 door de Amerikaanse zanger Elvis Presley. Deze single, als dubbele A-kant met "(Marie's the Name) His Latest Flame", bereikte de nummer 5-positie in de Billboard Hot 100 en nummer 1 in de UK Singles Chart. De leadgitaar werd gespeeld door Hank Garland en de slaggitaar werd gespeeld door Scotty Moore met achtergrondzang door de Jordanaires.
Presley speelt het nummer als onderdeel van een medley met het Beatles-nummer Get Back in de rockumentaryfilm Elvis: That's the Way It Is uit 1970. Little Sister zou later gecoverd worden door artiesten als Dwight Yoakam, Ry Cooder, Robert Plant en Pearl Jam . De versie van Ry Cooder, het openingsnummer op zijn album Bop Till You Drop, werd een nummer 1-hit in Nieuw-Zeeland. De versie van Robert Plant werd samen met de Britse groep Rockpile opgenomen voor het benefietalbum Concerts for the People of Kampuchea uit 1981. De versie van Dwight Yoakam uit 1987 bereikte de zevende positie in de Amerikaanse Hot Country Songs hitlijst.

## NPO Radio 2 Top 2000
| Nummers met noteringen in de NPO Radio 2 Top 2000 | '99  | '00  | '01  | '02  | '03 | '04  | '05  | '06  | '07 | '08  | '09  | '10  |
| ------------------------------------------------- | ---- | ---- | ---- | ---- | --- | ---- | ---- | ---- | --- | ---- | ---- | ---- |
| Little Sister (Elvis Presley)                     | -    | 1505 | -    | -    | -   | -    | 1147 | 1611 | -   | -    | 1698 | 1982 |
| Little Sister (Ry Cooder)                         | 1363 | -    | 1089 | 1432 | -   | 1703 | 1714 | 1657 | -   | 1954 | 1732 | -    |

1. ↑  Een '-' betekent dat het nummer niet was genoteerd en een vetgedrukt getal geeft de hoogste notering van een nummer aan.
2. ↑  Deze tabel is bijgewerkt tot en met de laatste editie (2024).